# Wolfpassing
Wolfpassing è un comune austriaco di 1 503 abitanti nel distretto di Scheibbs, in Bassa Austria. Nel 1970 ha inglobato i comuni soppressi di Buch, Etzerstetten e Zarnsdorf.